# Ontoteologia
L'ontoteologia és l'ontologia de Déu o la teologia de l'ésser. Es refereix a la tradició de teologia filosòfica coneguda entre els estudiosos medievals, sobretot Joan Duns Escot. En altres accepcions, el terme fa referència a la metafísica occidental en general.

## Kant
El terme ontoteologia fou forjat per Immanuel Kant lligat directament amb el terme cosmoteologia. D'una manera més àmplia, Kant ha distingit dos tipus generals de teologia: aquella que prové de la racionalitat i aquella que prové de la revelació. Dins de la categoria de la teologia racional en distingeix dos tipus: la teologia natural i la teologia transcendental. Dins de la teologia natural, Kant en distingeix entre psicoteologia i teologia ètica o moral. La teologia transcendental o teologia de base racional ell la divideix en ontoteologia i cosmoteologia. L'ontoteologia, segons Kant, «fou el tipus de teologia transcendental característica de l'argument ontològic d'Anselm de Canterbury, el qual afirma que es pot conèixer l'existència d'un ésser originari [original being en anglès o Urwesen en alemany] mitjançant mers conceptes, sense l'ajut de cap experiència». El propi Kant va definir la relació entre ontoteologia i cosmoteologia de la manera següent: la teologia transcendental, o bé intenta derivar l'existència de l'ésser originari a partir d'una experiència en general (sense especificar res més sobre el món al qual tal experiència pertany) i es diu cosmoteologia, o bé es creu conèixer l'existència d'aquest ésser sense suport de cap experiència, mitjançant simples conceptes, i es diu ontoteologia.
Així doncs, Kant distingeix entre la discussió orientada racionalment (ontoteològica) i la discussió orientada empíricament (cosmoteològica). Seguint la definició de Kant, tot de filòsofs i teòlegs de vegades fan servir les paraules «ontoteologia» o «ontoteològic» per referir-se a les opinions metafísiques o teològiques de molts filòsofs racionalistes.

## Heidegger
Per a Martin Heidegger, la paraula ontoteologia va prendre un significat més ample, per a ell l'ontoteologia és fonamentalment el mateix que la metafísica. Això ho argumenta a Ser i temps, a l'assaig El final de la metafísica i al seu tractat sistemàtic sobre ontoteologia Identitat i diferència.
Per a Heidegger l'ontoteologia contribueix a l'oblit de l'ésser. Efectivament, «la metafísica és onto-teo-logia, i la metafísica occidental des dels seus inicis amb els grecs ha estat alhora eminentment ontologia i teologia». El problema amb aquesta mescla d'ontologia i teologia, segons l'anàlisi de Heidegger, és la raó per la qual ell i els seus successors han tractat de superar-la, almenys en dos aspectes. Tanmateix, un cop que la teologia arriba a ser ontoteològica, aquella misteriosa font i propòsit incomprensible es redueixen a l'ordre dels éssers.
Primer, enllaçant allò filosòfic amb la teologia i viceversa, la claredat de cada discurs esdevé difusa. Així doncs, la naturalesa de la filosofia, com un patró de pensament desconegut i estructuralment inescrutable, està restringida per una economia de la fe. Passa el mateix amb la teologia, com la ciència de la fe, testimonia el misteri irreductible de les seves fonts en la revelació i allò inaccessible i incomprensible propòsit del seu apetit en Déu.
Segon, i en un nivell més fonamental, el problema ontoteològic és part i tot de la degeneració cabal del pensament occidental i dels problemes de la seva cultura tecnològica. El problema és el desig humà per la supremacia i l'ontoteologia contribueix a aquest sentiment de superioritat pel que fa a «la causa primera de la filosofia» i l'«ésser superior» de la teologia.

## Jacques Derrida
L'acadèmia contemporània, interessada en l'ontoteologia, està dividida entre els qui accepten l'anàlisi heideggeriana i continuen amb llurs esforços d'«ultrapassar l'ontoteologia» i aquells que estan repensant la mirada d'Heidegger i així re-imaginen les relacions entre filosofia i teologia i reconfigurant les condicions per a una filosofia teològica.
Aquests acadèmics, els qui segueixen el filòsof Jacques Derrida, creuen que, amb o sense la paraula «ésser», Heidegger va escriure una teologia sense Déu. Va fer exactament allò que va dir que volia evitar.
Efectivament, Heidegger va anar amb cura en afirmar que el seu treball era filosòfic i no teològic, i va argumentar que una filosofia cristiana o una teologia fenomenològica era un absurd tal com pensar una matemàtica protestant. Tanmateix, mitjançant algunes lectures fetes per Derrida, la crítica heideggeriana o la desconstrucció de la tradició filosòfica occidental es pot entendre com portadora d'algunes implicacions filosòfiques.
Des d'aquesta perspectiva, l'ontoteologia no és un problema a superar, com a tal és una inevitabilitat del pensament, que és impossible evitar, i que condiciona tota indagació ja sigui de caràcter teològic o filosòfic, o ja sigui d'orientació seglar. Derrida sosté fins i tot al seu assaig La diferència que aquesta excedeix i inscriu l'ontoteologia.
A l'àmbit de la teologia, alguns destacats teòlegs com Brian Ingraffia, Merold Westphal i Jean-Luc Marion sostenen que una genuïna teologia bíblica de la revelació escapa del problema de l'ontoteologia donant prioritat a un llenguatge especialment filosòfic tal com es revela a través de les Escriptures i tal com es transmet a través de la tradició. D'acord amb aquesta perspectiva el Déu de la Bíblia és fonamentalment diferent del Déu de la filosofia, i així, mentre que el problema ontoteològic algunes vegades acaba en el pronunciament de la mort, de la moral i metafísica de Déu, això significa poc o res per al retrat bíblic del Déu de la història, que inspira i faculta la comunitat dels fidels.
Així doncs, molts conceptes s'han considerat com l'entitat última o absoluta per sota de tota la realitat: Forma, substància, essència, ànima o esperit, ment, extensió, Déu, les mònades... es poden considerar d'alguna manera com ontoteològics en llur dependència de la metafísica de la presència.